# Nabój do pomiaru temperatury
Nabój do pomiaru temperatury – przystosowany nabój artyleryjski albo pocisk rakietowy, którym przed strzelaniem kontroluje się temperaturę ładunku miotającego (napędowego).
Do pomiaru wykorzystuje się zwykły nabój bojowy lub specjalny nabój (pocisk rakietowy) kontrolny. Temperaturę w nabojach artyleryjskich mierzy się wewnątrz komory łuski, która wypełniona jest ładunkiem miotającym. Termometr do niej wprowadzany jest przez gniazdo zapłonnika, który jest wykręcony. Natomiast w pociskach rakietowych termometr wprowadza się do komory spalania silnika przez znajdujące się w jego ściance specjalne gniazdo (otwór) lub dyszę. Pomiar temperatury jest dokonywany bezpośrednio przed użyciem naboju (pocisku rakietowego) do strzelania. Jej celem jest uwzględnienie różnicy pomiędzy rzeczywistą temperaturą, jaką posiada ładunek, a tzw. temperaturą normalną (tabelaryczną) potrzebną dla obliczenia odpowiednich poprawek balistycznych podczas procesu przygotowania danych do strzelania. Z balistyki wewnętrznej wiadomo, że temperatura ładunku napędowego posiada istotny wpływ na panujące w przewodzie lufy (komorze spalania) ciśnienie, a także na prędkość, z jaką wylatuje pocisk, oraz siłę ciągu silnika i tym samym na parametry toru lotu pocisku. W odpowiednich instrukcjach strzelania (tabelach strzelniczych) jest podawany sposób uwzględniania wyników pomiaru temperatury ładunku.